# Giovanni Antonio Pandosi
Giovanni Antonio Pandosi ou Giovanni Antonio de Pantusa (falecido em 1562) foi um prelado católico romano que serviu como bispo de Lettere-Gragnano (1547–1562).

## Biografia
No dia 14 de fevereiro de 1547, Giovanni Antonio Pandosi foi nomeado durante o papado de Paulo III como Bispo de Lettere-Gragnano, onde serviu até à sua morte em 1562 em Trento, Itália.